# Острова Александра
Острова́ Алекса́ндра — группа из пяти островов в архипелаге Земля Франца-Иосифа, Приморский район Архангельской области России.

## Расположение
Острова расположены в северной части архипелага к северу от острова Джексона. Самый северный остров лежит в 4 километрах от острова Джексона, самый южный у самого его побережья.

## Описание
Самый крупный остров находится в центре группы и представляет собой скалу высотой 46 метров, диаметром около 900 метров. Остальные острова намного меньше, длиной не более 100 метров, особых возвышенностей не имеют. Вся группа свободна ото льда.
Названы в честь Александра Кробатина, императорского и королевского военного министра Австро-Венгрии, спонсора австро-венгерской арктической экспедиции 1872—1874 годов.